# Бред Дж. Лем
Бред Дж. Лем (англ. Brad J. Lamb) — канадський брокер з нерухомості та розробник кондомініумів. Він кілька років представляв телевізійне реаліті-шоу під назвою «Великий міський брокер» (англ. Big City Broker) на телеканалі HGTV. Це шоу було присвячене роботам його брокерського агентства нерухомості під назвою «Brad J. Lamb Realty Inc».

## Життєпис
Лем народився у Ванкувері, провінції Британська Колумбія, Канада. Його батько був льотчиком у компанії Air Canada, а мати — медсестрою. У 1967 році його сім'я переїхала до Монреаля, де поселилася в районі Біконсфілд. Лем відвідував університет «Квінз», де отримав диплом з інженерних наук. Лем придбав свою першу нерухомість у Лондоні, Онтаріо, в 1984 році. Лем відзначив, скільки його агент з нерухомості заробляв на своїх угодах ще раніше. Через кілька років після закінчення університету, посада інженера з продажів йому набридла, тому він отримав ліцензію брокера.

### Кар'єра у сфері нерухомості
У 1988 році Лем працював у компанії Гарі Стінсона, котра спеціалізується на нерухомості, і став спеціалістом з продажу кондомініумів у центрі Торонто. Він швидко став провідним агентом Стінстона, заробивши 250 000 доларів у свій перший рік роботи.
У 1995 році він залишив Стінстона, щоб заснувати свою власну фірму «Бред Дж. Лам Реалті» (англ. Brad J. Lamb Realty). У 2001 році Лем заснував компанію «Lamb Development Corporation». Він спеціалізується на проєктах кондомініуму високого стилю, таких як «Flatiron Lofts», «Worklofts», «Glas», «Parc», «King Charlotte», «Gotham Ottawa», «The Harlowe», «Theatre Park and Brant Park». Компанія вийшла за Торонто, щоб будувати та розвиватися в Оттаві, Монреалі, Калгарі, Едмонтоні та Гамільтоні. Його агенція стала одним з найвідоміших продавців кондомініумів у Торонто, попри розміри бутик-стилю. У 2007 році, під час розпалу популярності на приватну власність, агенти його компанії продали близько 2 тисяч житлових будинків вартістю понад 800 мільйонів доларів. Коли ринок уповільнився у 2008 році, фірма все ще оперувала сумою близько 525 мільйонів доларів у нерухомості. Згідно з вебсайтом Лема, його агенти продали понад 22 000 кондомініумів на більш ніж 8 млрд доларів США станом на 2016 рік.
Лем відомий своїми рекламними щитами, зокрема, серією рекламних оголошень 2007 року, в яких зображено ягня з головою Лема та лозунгом: «Це ягня продає квартири». Він став відомим у Торонто і часто в засобах масової інформації згадується як експерт з нерухомості.
У 2017 році Вільям Шатнер звинуватив Лемба в тому, що він використовує ім’я Шатнера та його карикатурне зображення у своїх брошурах для продажу нерухомості.

## Суперечки

### Веллінгтон Хаус
У 2017 році Лемб подав заявку на отримання дозволу на міському рівні на будівництво 23-поверхової будівлі за двома будинками 19-го століття за адресою 422-424 Wellington St. W. у центрі Торонто, проєкт, який спочатку продавався як Wellington House. Запропонований проєкт вимагав схвалення перепланування з боку міста Торонто, але переговори щодо цих змін правил зірвались, що призвело до скасування одиниць у будівлі у 2018 році.  23 березня 2020 року Веллінгтон Хаус частково загорівся на тлі пандемії COVID-19. Поліція повідомляє, що принаймні один невеликий вибух стався всередині покинутих будинків. Лише через два дні ця сама будівля знову загорілася.

### ОСББ перед будівництвом та анулювання
Окрім Wellington House, Lamb скасував проєкт кондомініумулу Jasper House в Едмонтоні у 2017 році. На початку 2018 року Lamb скасував кондомініум Джеймса за адресою 452 Richmond St. W. через проблему зміни зони. У 2019 році було оголошено, що розбудова Телевізійного міста Лембом у Гамільтоні відкладається на 2025 рік. У тому ж році було скасовано інший проєкт компанії Lamb Development Corp. у центрі Торонто.

### 1407-1409 Bloor Street West
У 2021 році кілька орендарів були змушені міста Торонто евакуювати власність, що належить Лембу, розташовану вздовж Блур-стріт-Вест. Причиною їх виселення містом Торонто стало порушення правил зонування. Вони жили в приміщеннях, призначених лише для комерційного використання. 26 березня після нетривалих переговорів Бред Лемб і орендарі уклали колективний договір і поділилися заявою через свої канали в соціальних мережах.